# Aftershock
Aftershock – dwudziesty drugi album studyjny brytyjskiego zespołu Motörhead, wydany 21 października 2013 roku nakładem wytwórni muzycznej UDR Music i Motörhead Music. Został zarejestrowany w NRG Studios, Sunset Sound, Sound Factory i Maple Studios we współpracy z producentem muzycznym Cameronem Webbem. Album dotarł do 22. miejsca listy Billboard 200 w Stanach Zjednoczonych, sprzedając się w nakładzie 11 tys. egzemplarzy w ciągu tygodnia od dnia premiery. Materiał był promowany teledyskami do utworów „Heartbreaker” i „Lost Woman Blues”.

## Lista utworów
Opracowano na podstawie materiału źródłowego.
| Nr  | Tytuł utworu                   | Autorzy                                    | Długość |
| --- | ------------------------------ | ------------------------------------------ | ------- |
| 1.  | „Heartbreaker”                 | Lemmy Kilmister, Phil Campbell, Mikkey Dee | 3:05    |
| 2.  | „Coup de Grace”                | Kilmister, Campbell, Dee                   | 3:45    |
| 3.  | „Lost Woman Blues”             | Kilmister, Campbell, Dee                   | 4:09    |
| 4.  | „End of Time”                  | Kilmister, Campbell, Dee                   | 3:17    |
| 5.  | „Do You Believe”               | Kilmister, Campbell, Dee                   | 2:59    |
| 6.  | „Death Machine”                | Kilmister, Campbell, Dee                   | 2:37    |
| 7.  | „Dust and Glass”               | Kilmister, Campbell, Dee                   | 2:51    |
| 8.  | „Going to Mexico”              | Kilmister, Campbell, Dee                   | 2:51    |
| 9.  | „Silence When You Speak to Me” | Kilmister, Campbell, Dee                   | 4:30    |
| 10. | „Crying Shame”                 | Kilmister, Campbell, Dee                   | 4:28    |
| 11. | „Queen of the Damned”          | Kilmister, Campbell, Dee                   | 2:41    |
| 12. | „Knife”                        | Kilmister, Campbell, Dee                   | 2:57    |
| 13. | „Keep Your Powder Dry”         | Kilmister, Campbell, Dee                   | 3:54    |
| 14. | „Paralyzed”                    | Kilmister, Campbell, Dee                   | 2:50    |
|     |                                |                                            | 46:54   |

| Bonus DVD – Live at Download Festival 2013, Donington Park | Bonus DVD – Live at Download Festival 2013, Donington Park | Bonus DVD – Live at Download Festival 2013, Donington Park |
| Nr                                                         | Tytuł utworu                                               | Długość                                                    |
| ---------------------------------------------------------- | ---------------------------------------------------------- | ---------------------------------------------------------- |
| 1.                                                         | „I Know How to Die”                                        |                                                            |
| 2.                                                         | „Metropolis”                                               |                                                            |
| 3.                                                         | „The Chase is Better Than the Catch”                       |                                                            |
| 4.                                                         | „Going to Brazil”                                          |                                                            |
| 5.                                                         | „Killed By Death”                                          |                                                            |

## Twórcy
Opracowano na podstawie materiału źródłowego.
| Zespół Motörhead w składzie - Lemmy Kilmister – gitara basowa, wokal prowadzący, ilustracje - Phil Campbell – gitara elektryczna - Mikkey Dee – perkusja |  | Inni - Terje Aspmo – oprawa graficzna - Sergio Chavez – inżynieria dźwięku - Chris Claypool, Geoff Neal, Kris Glddens, Steve Olmon – asystenci inżyniera dźwięku - Alan Douches – mastering - Robert John – zdjęcia - Cameron Webb – produkcja muzyczna, miksowanie, inżynieria dźwięku |

## Wydania
| Rok  | Nr katalogowy        | Format                                         | Wydawca                                     | Region                                     | Źródło |
| ---- | -------------------- | ---------------------------------------------- | ------------------------------------------- | ------------------------------------------ | ------ |
| 2013 | UDR 0177 CD          | CD, Album                                      | UDR, Motörhead Music                        | Wielka Brytania, Europa, Stany Zjednoczone | [ 26 ] |
| 2013 | UDR 0175 CD          | CD, Album, Ltd, Dig                            | UDR, Motörhead Music                        | Wielka Brytania, Europa, Stany Zjednoczone | [ 26 ] |
| 2013 | UDR 0176 PR          | CD, Album, Promo                               | UDR, Motörhead Music                        | Wielka Brytania, Europa, Stany Zjednoczone | [ 26 ] |
| 2013 | UDR 0178 LP          | LP, Album                                      | UDR, Motörhead Music                        | Wielka Brytania, Europa, Stany Zjednoczone | [ 26 ] |
| 2013 | UDR 0186 LP          | LP, Album, Ltd, Amb                            | UDR, Motörhead Music                        | Niemcy                                     | [ 26 ] |
| 2014 | UDR 0192 CD          | Tour Edition – CD, Album, RE + CD, Album + Dig | UDR, Motörhead Music                        | Niemcy                                     | [ 26 ] |
| 2014 | UDR 0188 LP          | LP, Pic, Album, Ltd, Num                       | UDR, Motörhead Music                        | Wielka Brytania, Europa, Stany Zjednoczone | [ 26 ] |
| 2013 | UDR 0181 CD          | CD, Album + DVD-V, NTSC + Dig + Bes            | UDR, Motörhead Music                        | Stany Zjednoczone                          | [ 26 ] |
| 2013 | UDR 0182 CD          | CD, Album + DVD-V, NTSC + Dig                  | UDR, Motörhead Music                        | Wielka Brytania, Europa, Stany Zjednoczone | [ 26 ] |
| 2013 | UDR 0175 CD          | CD, Album                                      | UDR, Motörhead Music                        | Niemcy                                     | [ 26 ] |
| 2013 | UDR 0177 CD, SR-0127 | CD, Album                                      | UDR, Motörhead Music, Sleaszy Rider Records | Grecja                                     | [ 26 ] |
| 2013 | UDR 0177 CD          | CD, Album                                      | UDR, Motörhead Music, Warner Music Group    | Argentyna                                  | [ 26 ] |
| 2013 | UDR 0177 CD          | CD, Album                                      | UDR, Motörhead Music, Warner Music Mexico   | Meksyk                                     | [ 26 ] |
| 2013 | CRP15-10-13          | CD, Album, Dig + Ltd, Fan                      | UDR, Motörhead Music, Classic Rock          | Wielka Brytania                            | [ 26 ] |

## Listy sprzedaży
| Lista                        | Kraj              | Pozycja |
| ---------------------------- | ----------------- | ------- |
| Recorded Music NZ            | Nowa Zelandia     | 33      |
| Media Control Charts         | Niemcy            | 5       |
| Suomen virallinen lista      | Finlandia         | 5       |
| Sverigetopplistan            | Szwecja           | 8       |
| UK Albums Chart              | Wielka Brytania   | 110     |
| Billboard 200                | Stany Zjednoczone | 22      |
| Billboard Independent Albums | Stany Zjednoczone | 2       |
| VG-lista                     | Norwegia          | 6       |
| MegaCharts                   | Holandia          | 64      |
| SNEP                         | Francja           | 14      |
| Schweizer Hitparade          | Szwajcaria        | 6       |
| Ö3 Austria Top 40            | Austria           | 7       |
| Tracklisten                  | Dania             | 14      |
| OLiS                         | Polska            | 47      |
| Promusicae                   | Hiszpania         | 23      |
| FIMI                         | Włochy            | 24      |